# 준 (가수)
준(1996년 2월 27일 ~ )은 대한민국의 가수다. 2018년 EP 앨범 [PLANETARIUM CASE#1]으로 데뷔했다.

## 방송
- 싱어게인2 (2021) - Top16